# Atentado de Mánchester de 1996

El atentado de Mánchester de 1996 fue un ataque terrorista llevado a cabo por el Ejército Republicano Irlandés Provisional (IRA) el 15 de junio de 1996 en Mánchester, Inglaterra. El IRA hizo estallar una bomba de 1.500 kilos, ubicada en una camioneta en la Corporation Street en el centro de Mánchester. Fue la bomba más grande detonada en Gran Bretaña desde la Segunda Guerra Mundial, tenía como objetivo la infraestructura de la ciudad y causó amplio daño, estimado por las aseguradoras en 700 millones de libras (£1.300 millones de 2019). Doscientas doce personas resultaron heridas, pero no hubo muertos.
Formado en 1969, el IRA Provisional adoptó una estrategia de violencia para lograr su propósito de una Irlanda Unida. Si bien Mánchester había sido un objetivo del IRA antes de 1996, no había sido objeto de un ataque de tal escala; la mayor bomba detonada en Gran Bretaña en época de paz. El atentado fue condenado por los gobiernos británico e irlandés, al igual que el presidente de Estados Unidos Bill Clinton. Cinco días después del atentado, el IRA emitió una declaración en la cual aceptaba su responsabilidad, pero lamentaba haber herido a civiles.
Varios edificios cercanos a la explosión fueron dañados de forma irreparable y debieron ser demolidos, mientras que muchos otros permanecieron cerrados por meses debido a reparaciones estructurales. La mayor parte de las labores de reconstrucción fueron terminadas a fines de 1999, con un costo de £1.200 millones, aunque continuaron renovaciones hasta 2005. Al momento de la explosión, Inglaterra estaba albergando la Eurocopa 1996; un partido entre Rusia y Alemania estaba programado para el día siguiente en Old Trafford y Mánchester había ganado el año anterior la postulación como sede de los Juegos de la Mancomunidad de 2002. Los perpetradores del ataque no han sido aprehendidos y la policía del Gran Mánchester ha aceptado que es improbable que alguien sea procesado en relación con el atentado.